# Bismarckturm (Stettin)

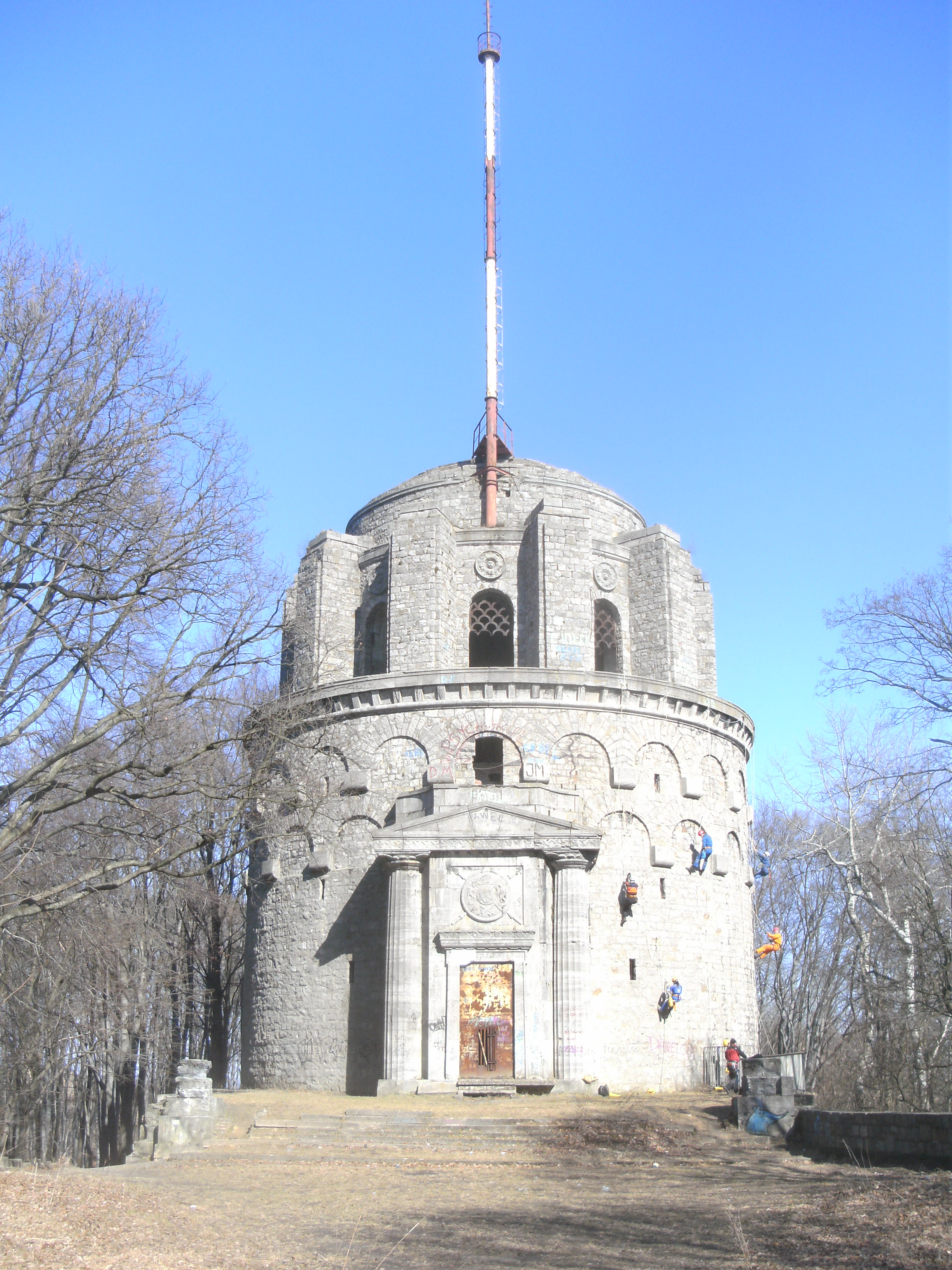
Bismarckturm in Stettin, mit an Seilen hängenden Steilwand-Kletterern beim Training (März 2011).

Der Stettiner Bismarckturm oder Bismarckturm von Stettin-Gotzlow, zur Bauzeit auch Bismarck-Halle genannt, ist ein Denkmal für den Reichsgründer Otto von Bismarck, das im ersten Viertel des 20. Jahrhunderts im Stadtteil Gotzlow (polnisch Gocław) von Stettin, der Hauptstadt der Provinz Pommern, errichtet wurde. Stettin-Gotzlow liegt nördlich der Altstadt Stettins am linken Oderufer. Der Bismarckturm steht dort auf einem Weinberg oder auch Juloberg genannten Hügel des Oderhochufers, bei dem es sich um die höchste Erhebung am Westufer der Oder handelt. Dort ist der Turm bis heute weithin sichtbar. Der Gotzlower Weinberg mit dem Bismarckturm ist vom Hauptbahnhof Stettin aus mit der Straßenbahn erreichbar, die dort ihre nördliche Endstation hat.
Vor 1911 waren in Stettin zwar Denkmäler zu Ehren des Fürsten Otto von Bismarck geplant, jedoch noch nicht realisiert worden. Der Bau eines Denkmals in Gestalt eines Bismarckturms in Stettin war bereits 1899 angeregt worden, doch wurde ein Architekturwettbewerb hinausgezögert, weil die Standortfrage vorerst ungeklärt blieb. Stettins Bürgermeister sowie der als Sachverständiger herangezogene Architekt Bruno Schmitz hatten sich zunächst für die Schlachterwiese als Standort ausgesprochen. Schließlich setzte sich der Vorschlag der Stadträte durch, das Denkmal gut sichtbar auf dem Weinberg zu errichten.
Nach der Gründung eines ‚Vereins zur Errichtung eines Bismarck-Denkmals e.V.‘ unter Vorsitz des Landeshauptmanns Paul von Eisenhart-Rothe wurde 1910 ein Architekturwettbewerb ausgeschrieben. Unter Vorsitz des Stettiner Stadtbaurats Wilhelm Meyer-Schwartau fungierten als Preisrichter u. a. renommierte Architekten wie Paul Wallot, Friedrich von Thiersch und Martin Dülfer. Diese wählten den Entwurf des Architekten Wilhelm Kreis aus, der ein monumentales, sich im Baustil an das Mausoleum Theoderichs des Großen anlehnendes Denkmal verwirklichen wollte, das im Gegensatz zu dem Grabmal des Ostgotenkönigs jedoch zugleich als Aussichtsturm fungieren sollte. Der Bau wurde in Beton errichtet, die Fassaden wurden mit Muschelkalk verkleidet. Finanziert wurde das 200.000 Mark teuere Bauwerk zur einen Hälfte durch Spendengelder und zur anderen durch einen staatlichen Zuschuss in Höhe von 100.000 Mark, den der Provinziallandtag bewilligte.
Die Grundsteinlegung erfolgte 1913 im Rahmen einer Feier zum hundertjährigen Jubiläum der Völkerschlacht bei Leipzig. Die Einweihung des Denkmals sollte ursprünglich anlässlich des 100. Geburtstags Bismarcks am 1. April 1915 erfolgen; die Fertigstellung des Bauwerks wurde jedoch durch den Ersten Weltkrieg verzögert. Mit der Bauausführung wurde die Firma Comet beauftragt; die künstlerische Leitung übte der Architekt Wilhelm Kreis aus. Die Einweihung des Bismarckturms als Aussichtsturm erfolgte am 10. August 1921.
An der Außenwand des  Turms befand sich eine 37 Meter lange Rundum-Inschrift, die einer Ansprache Bismarcks aus dem Jahr 1870 entnommen war und die lautete: Wir gehen mit eisernem Schritt, zermahlen, was der Herstellung der deutschen Nation und ihrer Herrlichkeit und Macht entgegen steht.
Als nach dem Zweiten Weltkrieg in Stettin ein Industriekongress stattfinden sollte, wurden 19.000 Złoty aufgewandt, um vorher diese 37 Meter lange deutsche Inschrift am Turm wegzumeißeln und mit Zement verputzen zu lassen. Die früher den Turm krönenden Adler waren bereits vorher heruntergestoßen worden. Sie liegen heute halb im Erdboden versunken in der Umgebung.
Der unter Denkmalschutz stehende, stark sanierungsbedürftige Stettiner Bismarckturm wurde im Oktober 2012 zusammen mit einem zugehörigen 8.500 m² großen Grundstück bei ebay für insgesamt 320.000 € zum Kauf angeboten. Bereits 2011 wurde der Turm zum Verkauf angeboten, es fand sich jedoch kein Käufer.  Im Jahr 2014 wird der Turm erneut zum Verkauf angeboten, diesmal für 120.000 Euro.